# 나고지

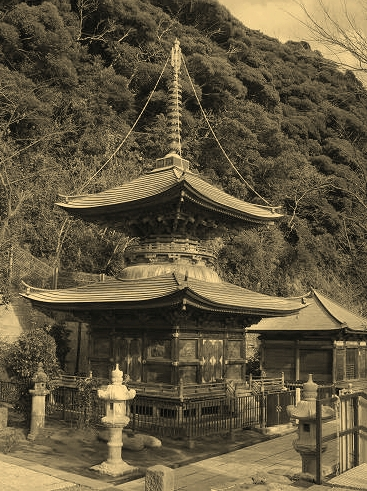
옛 다보탑.

나고지 (那古寺) 또는 나고 사는 일본의 사찰로, 지바현 다테야마시에 있다. 진언종 지산파의 사찰로, 본존은 천수관세음보살이다. 반도산주산카이쇼 중 33번째이며, "나고칸온"이라 불리기도 한다. 구리로 만든 천수관음보살 입상은 일본 정부가 지정한 중요문화재이며, 경내의 다보탑, 관음당, 아미타여래좌상 등은 지바 현이 지정한 중요문화재이다. 동일본 여객철도 우치보 선의 나코후나카타역에서 가깝다.